# Top

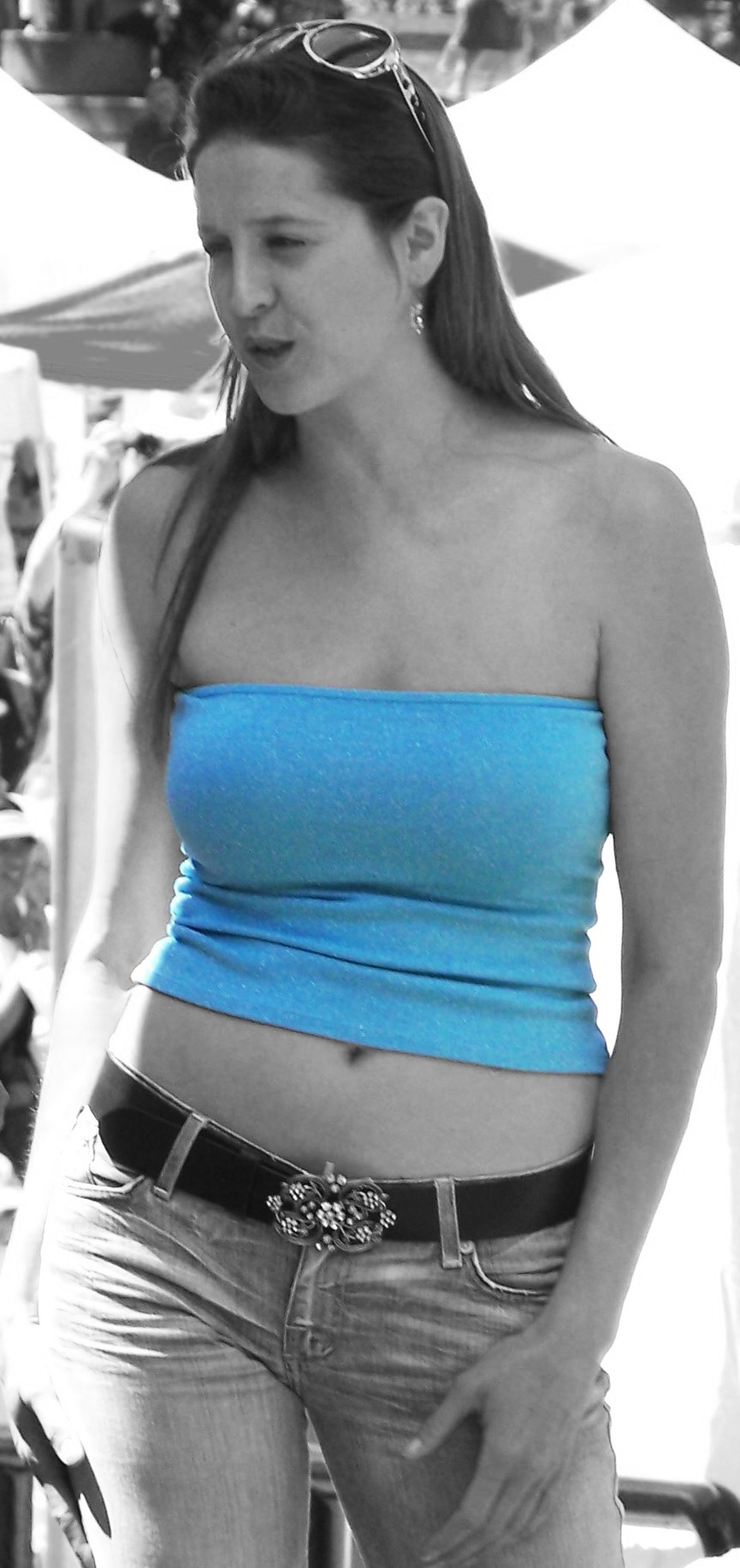
Mujer con top

Un top (en inglés ‘parte superior’) o crop top  es una prenda de vestir femenina o masculina sin mangas ni tirantes en los hombros que cubre la parte superior para quedar muy ajustado sobre el pecho.
Existen versiones con cuello halter, que incluyen un único tirante que se hace pasar por detrás del cuello, estando unidos ambos extremos en la parte delantera del top.
El top tiene sus orígenes en Estados Unidos, en los años 1940 o 1950, y alcanzó su máximo nivel de popularidad a finales de los años 1970. Desapareció de escena durante principios y mediados de los años 1990, pero posteriormente reapareció con fuerza en los armarios de las adolescentes y jóvenes estadounidenses, especialmente de las universitarias, tras el 2000, manteniéndose su popularidad desde entonces.

## Crop topmasculinos
Los hombres han llevado generalmente los crop tops durante los años setenta y los años ochenta. El equipo de protección de fútbol americano sin camisa se asemeja a un crop top. Eventualmente jerséis recortados estuvieron disponibles, lo cual se extendió a varias transmisiones de los años ochenta. Los hombres también comenzaron a usar blusas sin importar el deporte. Debido a la variada aceptación de los hombres que no usan camisa (lo que elimina la necesidad de un crop top), y debido a un cambio en los códigos de vestimenta escolar, así como a la presión de los compañeros, los hombres generalmente no necesitan blusas. Varios crop top han sido usadas tanto por raperos como por atletas de fútbol americano. Sin embargo, en 2015, la NCAA ha aumentado las restricciones sobre los hombres que llevan crop tops, que también incluye enrollar camisetas más largas. Sin embargo, la NFL le ha permitido a Elliott vestir jersey enrollado hasta septiembre de 2016. Este es un evento aislado, ya que la mayoría de los demás uniformes deportivos (incluida la NFL) requieren que los hombres usen camisas largas. Sin embargo, los tops entre los hombres han tenido un rendimiento gradual y gradual a finales de 2016 con fines de moda.